# Mike Hezemans
Mike Hezemans (Eindhoven, 25 de julio de 1969) es un piloto de automovilismo profesional neerlandés. Es hijo de Toine Hezemans y hermano de Loris Hezemans, ambos también conocidos pilotos de carreras.
Hezemans ha conducido principalmente coches GT en campeonatos como la FIA GT y Le Mans Series. También ha participado en conocidas carreras como las 12 Horas de Sebring y las 24 Horas de Le Mans.
En la FIA GT Hezemans participó en 113 carreras en el periodo 1997-2008 y ganó 12 carreras. Logró estas victorias con autos como el Corvette y Chrysler Viper para su propio equipo Carsport Holland.
Después de terminar tercero en el Campeonato Mundial de Karting en 1989, se pasó al DTCC en 1990. Desde 1991, Mike condujo un Porsche en varias clases, como la Porsche Supercup y la ADAC GT Cup. En 1997, Mike cambió al FIA GT en el que se convirtió en el competidor neerlandés más exitoso.